# Корюшкіно
Корю́шкіно (рос. Корюшкино) — присілок у складі Білохолуницького району Кіровської області, Росія. Входить до складу Білохолуницького міського поселення.
Населення поселення становить 4 особи (2010, 7 у 2002).
Національний склад станом на 2002 рік — росіяни 100 %.